# まがつき
『まがつき』は、田口ホシノによる日本のラブコメディ漫画。『月刊少年シリウス』（講談社）2011年4月号から2017年4月号まで連載。

## あらすじ
神社の息子の荒巾岐八助が祭祀前の草刈り作業中うっかり手を滑らせてしまい、持っていた鎌で祭祀のなかの神鏡を割ってしまい、鏡の中にいた疫病神の瀬織津姫こと織姫に祟られてしまう。祟りを全うするには祟っている神々を幸せにする必要があるという。祟られた八助は常に魂を持っているものと行動を共にしなければならない。
作中(7巻現在)で明らかになっている「まがつき」のルールとしては
1. 魂を持っているものから離れると死ぬ。
2. キス(蘇生)をすることで生き返る。
3. 魂を持っているものより八助のことを想うと魂は引き寄せられ、外に出る。
4. 祟られている間は、自身の中に魂を戻すことができない。
5. エロ心を抑圧されると生命力が下がり、赤ん坊化する。しかし、エロ心が満たされれば元に戻る。

の5つがある。

## 登場人物

### 主要登場人物
荒巾岐 八助（あらはばき やすけ）
本作の主人公。高校1年生で15歳、自宅は神社で姉である宮乃と二人で暮らしている。学校での成績は赤点すれすれであること（平均点の計算ミスで実際に赤点になり追試を受けたこともある）から、勉強全般は不得意である模様。ある日祭祀前の膨大な草を掃除するよう頼まれたが、草刈り作業中にうっかり手を滑らせてしまい、持っていた鎌で祭祀の中の神鏡を割ってしまい、神鏡の中にいた疫病神の織姫に祟られてしまう。祟られてからは一時も離れることができず、その光景をみたアカリからは嫉妬され誤解を招くが、後に登場するひなたの説明で誤解は解ける。前述の誤解が原因で家に隕石が落ち（これは部屋中に溜まった織姫の陰気を晴らす為に八助がわざと織姫を罵ったため）、しばらくアカリの家で生活することになる（織姫とひなたを含む）。風呂に4人で入った際（八助は目隠しをし、海パンをはいている）に、ひなたの裸を見たことでひなたにも祟られると同時にひなたに思いを寄せられる。
林間学校でアカリと迷子になった際には冷静に対処するなど、頼りになる一面をのぞかせた。その際に祠があることに気づき、きれいに掃除した結果、無事宿に着くことができ、同時にこの甘狐岳の主のいづなに好意を寄せられる。
幼い頃よりアカリのことが好きであるが、アカリが照れ隠しで言った「八助とは姉弟みたいなもの」という言葉を真に受け、非常にショックを受けている。学校では、常にアカリたちと行動を共にしているため、学校中の男子たちからは目の敵にされており、特に友人の松原からはひどく妬まれている。
家の修理が終わり、戻った際には以前の家と見違えるほど広々としており、家の修理代に関して宮乃から「出世払いでいいから」と笑顔で言われ、高1にして借金地獄を余儀なくされた。
ヘタレである為、これが原因でよくアカリやひなたから制裁をくらう。
稲森 アカリ（いなもり アカリ）
3サイズ：82/60/90
ヒロインの1人。八助の幼馴染で、お姉さん的存在。髪型は赤毛のポニーテールで、左の眉毛辺りにヘアピンをクロスした形で留めている。学校での成績は概ね良好である模様。家が寿司屋であり、料理も上手である。雷が大の苦手であり、この原因を作ったのは八助である。また、夜寝る際には「ジョセフィーヌ」といううさぎの抱き枕がないと寝られない。この抱き枕に命名したのは作者の姉である。
八助とは姉弟して育ってきたが、織姫たちが表れて以降、恋に変化したらしい。しかしその思いをなかなか告げられずにいる中、織姫やひなたが八助に告白したことで焦りを感じている。この気持ちは宮乃や親友のみちるにはバレている（八助絡みになると態度が変わるため）。
八助の家の修理が終わり、1人だけになった（織姫たちは八助と共に家に行った）際には、織姫たちよりも八助の事をより強く想ったため、幾度となく八助の魂が抜かれてその回数に応じて八助は何回も死んだ。後に、八助がアカリの父・邦彦からもらった酢飯と具で寿司を作った際にみんなでいることが楽しいことに気が付き、八助の家に居候することを決意する。居候するようになってからは、主にひなたといづなの喧嘩を止める係で、立場的に母親の位置におりそのことを本人も気にしている。
八助が織姫の祟りを解くために織姫とデートした際に、公園で八助から織姫にキスしようとしたのを目撃してしまい、「八助は織姫ちゃんが好きなんだ」と誤解してしまう。前述のことが原因で風邪を引き八助に看病をしてもらったが、その際に織姫のことを気にしていたことがきっかけで、八助に好意を持っていることが織姫にバレてしまう。後に織姫から「八助さんのことが好きなんですか?」と聞かれるが、そこには八助自身が目の前にいたこともあり、照れ隠しで強く否定してしまう（その際、八助は魂が抜けるほどひどくショックを受けた）。しかしその夜に織姫に「あたしも八助が好き」と告白する。しかし「八助とこれまでの関係を壊したくないから」という理由で織姫と2人だけの秘密にしている。
瀬津 織姫（せつ おりひめ）
3サイズ：88/59/85
ヒロインの1人。八助の住む神社に祀られている疫病神で、正式名称は禍津日神（まがつひのかみ）又の名を瀬織 津姫（せおり つひめ）という。のちに八助の姉・宮乃の権力により八助と同じ学校に通うこととなるが、宮乃が強引に名前を「織姫」としたために学校では「瀬津 織姫」という名前を名乗る。銀髪で両耳・両頬あたりに髪留めをしており、またスタイルがよい。織姫が悲しんだり落ち込んだりすることで突然の豪雨や雷雨、竜巻などといった自然災害を発生させる。一般常識は全くなく、キスのことも知らないほどであり、本人は当初「キス=蘇生方法」と認識していた。学校での成績は、ほとんどの科目で100点を取り学年1位になるなど極めて優秀である。
八助の「幸せにするから」という一言から意識するようになり、八助の傍にいたいという感情を抱くようになる。宮乃から「それを恋と呼ぶの」を教わり、また詳しく聞かされたことで、今まで八助に対して行ってきたこと（主にキス）が恥ずかしいことだったことを知らされる。しかし、そのことがきっかけで自分が八助に恋をしていることを自覚し、八助に「八助さんに恋しています」と告白をする。また八助がアカリやひなた、いづなといい感じになっていると無意識に陰気がそこらじゅうに充満する（嫉妬している）が本人は自覚していない。
八助と一緒にいることで幸せと感じているが、織姫自身が幸せになってしまうと八助と離れなくてはいけなくなるという葛藤に苦しんでいる節がある。
神鏡にいた頃はパンツそのものが無かったことや、「苦しいから」という理由でパンツは滅多に履かない。しかしアカリから履くように注意を受けている。
三上 ひなた（みかみ ひなた）
3サイズ:70/57/80
ヒロインの1人で織姫の妹。正式名称は天照大神（あまてらすおおみかみ）で織姫を天界に連れ帰るために下界にやってきた最高神。その名の如く太陽の神であり、どんなに天候が悪かろうが天候を晴天に変えることができる。またひなたが隠れると太陽も雲に隠れる。見た目は中学生ぐらいで黒髪のツインテールである。胸はアカリや織姫に比べてかなり小さく、本人もそのことを気にしている。学校での成績は英語で赤点すれすれになるなど、英語を苦手としている。八助と出会った当初は織姫の心を奪ったとライバル心を燃やしていたが、一緒に風呂に入った際に八助に裸を見られたことで、祟ると同時に好意を寄せる。そしてデートをした際に八助が神であるひなたを普通の少女として扱ったことに感激して「あなたのことが好きなのです」と告白をする。告白をしてからは積極的にアピールしているが、アカリや織姫に比べ、トキめいていないと感じてショックを受けている。本人は織姫と一緒に幸せにしてほしいと願っている。またヒロインの中で唯一、八助がアカリ一筋であることも気が付いている。
八助たちの高校には織姫の後に転入したが、その時に「三上 ひなた」と名乗ったことや、「織姫の妹」と言いながらも織姫と一緒のクラスに転入したことからクラスの女子たちに苗字や年齢など矛盾点を突かれた。しかし、「複雑な家庭の事情で」という一言で片づけている。
織姫と違い、一般常識はある。嫌なことがあると隠れる（段ボールやロッカー）癖があり、また1人だけ仲間外れにされると泣き叫ぶなど、子供っぽい一面を見せる。
いづなとは犬猿の仲で、八助をめぐって事あるごとに喧嘩を繰り返しており、その度にアカリから注意されている。
甘岳 いづな（あまたけ いづな）
3サイズ:70/58/82
ヒロインの1人で初登場は4巻。八助たちが宿泊する林間学校の山（甘狐岳）の主で狐神。初登場（誰にも化けずにいづな本人として）の際は、茶髪でぼさぼさの髪の毛だったが、宮乃によって、髪の毛をショートヘアーにカットされる。カットされてからは左の蟀谷あたりにヘアピンやリボンをするようになり、また林間学校の途中に八助たちの高校に転入している。胸はひなたと同じか若干小さいが（ただし葉っぱを使用して胸を大きくすることはできる）、本人はいたって気にしていない。
これまで多くの人を呼び寄せたが、誰にも気づかれず忘れ去られたことによって神力を失いかけており、自分の存在を認めかまってくれる人間が必要であった。そんな中、八助だけは唯一祠に気づききれいに掃除したことで、人間で初めてかまってくれたことにより好意を寄せる。神力を失いかけた時に、最高神であるひなたから神力を分け与えてもらった。しかし、いづな自身の神力の源である人間（八助とアカリ）の愛情がなくなる（いづな自身が八助とアカリに嫌われたと感じた場合など）と消滅してしまう模様。
八助の事は「夫」と呼び、一夫多妻制を推進している。常に八助にべったりくっついている事が原因で、よくひなたと喧嘩をする。織姫同様一般常識は皆無であり、かつ元がキツネのため、知能は赤ん坊並みで自分の名前すら書けないほどである。しかし、追試の日まで八助たちが必死に字を教えたことで、追試の日当日までには自分の名前を平仮名で書けるまでに成長する。もちろん追試では不合格だったが、授業の内容をすべて覚えていたこと（厳密には担当科目の教諭の声を化けて見せただけ）により補習を免除された。
獣神である為、織姫やひなたのように祟ることはできない。

### 家族関係
荒巾岐 宮乃（あらはばき みやの）
八助の姉であり神主。容姿端麗でスタイルも抜群である。織姫などを学校に転入させたり、八助の魂が織姫からアカリに移動した際に校長先生に席替え命令（もちろんアカリが八助の隣になるように）をしたり、臨時で保健の先生になったりと謎の権力を発動している（この他にも卒業アルバムで自分一人だけグラビア仕様にしている）。また、八助の修羅場をつくり、面白がるなどのトラブルメーカーでもある。
ブラは本人曰く「サイズがないから」という理由でしていないらしい。
稲森 邦彦（いなもり くにひこ）
アカリの父親で寿司屋「寿司いなもり」の大将。かなりの強面であるが、一人娘のアカリを溺愛するなど親バカでもある。アカリを一生手元に置くために、幼馴染の八助を寿司屋に婿入りさせようとしている。

### 学校関連人物
萱野 みちる（かやの みちる）
アカリの友人で良き理解者でもある。アカリと八助を何とか結ばせようと試みるが、直球勝負の織姫たちに手を焼いている。
織姫たちを「〜っち」と呼ぶなど誰に対してもフレンドリーである。またアカリたちの普段の生活にも目を輝かせたりするなど、アカリたちのプライベートに関して興味津々な様子がうかがえる。
松原 団蔵（まつばら だんぞう）
八助の親友。お調子者である。髪型はモヒカンで、体型はポッチャリ体型。学校での成績は、織姫に次いで学年2位になるなど、極めて優秀である。八助が織姫たちと行動を共にするようになってからは、八助の事をひどく妬んでおり「八助に先を越された…」とひどくショックを受けていた。
新田 英一（にった えいいち）
八助の親友。焚き付け役である。学校での成績は学年3位で、こちらも極めて優秀である。無表情で言葉数も少ないが、カメラを常に常備しており、八助たちの普段の行動をカメラに抑え込んでいる。
豊条 環（ほうじょう たまき）
八助たちの通う高校の生徒会長。黒髪のストレートヘアーで眼鏡をかけている。一部の男子生徒たちからは人気があるが、男性と付き合った経験はない。「キスしただけで赤ちゃんができる」と思っていたほど性的な知識に疎い。また、アカリたちから八助と行動をともにしている理由（織姫とひなたが実は神であることなど）を聞いて酷く激怒したことからそういった話は信じないなど、頭も固い。
男性と付き合った経験が無い事をひなたに指摘されてからは「異性との付き合い方」に興味を持つようになり、八助たちの普段の行動を監視させてもらうようお願いしている。
最近出番が少ない事をあとがきで嘆いている。
古江 照男（ふるえ てるお）
八助たちのクラス1-Aの担任で50歳。担当科目は日本史。アームカバーを常備しており、常に小刻みに震えている。
小松田 香（こまつだ かおり）
八助たちのクラス1-Aの副担任で内気な性格の持ち主。前述の性格かつ注意もしないため、ほとんどのクラスの生徒からはあまり信頼されていない模様。しかし、唯一織姫だけは自身の言うことを聞いてくれたため、初めていうことを聞いてくれた子と感動している様子。担当科目は家庭科であるが、なぜか超絶味音痴であり、実際に家庭科の授業でアカリと織姫の料理対決で織姫の料理のサポートをするが、作ったものを口にしたものは卒倒してしまうほどである（しかし当の本人は美味しいと思っている）。これが原因で林間学校には引率できなかった。

## 書誌情報
- 田口ホシノ 『まがつき』 講談社〈シリウスKC〉、全13巻[1]
  1. 2011年8月9日発売、ISBN 978-4-06-376286-0
  2. 2012年1月6日発売、ISBN 978-4-06-376317-1
  3. 2012年6月8日発売、ISBN 978-4-06-376346-1
  4. 2012年10月9日発売、ISBN 978-4-06-376363-8
  5. 2013年2月8日発売、ISBN 978-4-06-376381-2
  6. 2013年7月9日発売、ISBN 978-4-06-376410-9
  7. 2014年2月7日発売、ISBN 978-4-06-376436-9
  8. 2014年8月8日発売、ISBN 978-4-06-376482-6
  9. 2015年2月9日発売、ISBN 978-4-06-376521-2
  10. 2015年10月9日発売、ISBN 978-4-06-376563-2
  11. 2016年3月9日発売、ISBN 978-4-06-390609-7
  12. 2016年11月9日発売、ISBN 978-4-06-390660-8
  13. 2017年4月7日発売、ISBN 978-4-06-390697-4